# Gonzalo Mendoza
Gonzalo Mendoza Negri, es un diplomático chileno y actual embajador de Chile en Cuba (2014- ). En el exterior, ha sido Embajador de Chile en Costa Rica (2007-2012) y Cónsul General de Chile en Los Ángeles, Estados Unidos (1996-2001). También se ha desempeñado en las representaciones diplomáticas de Chile en Francia (1981-1986), Perú (1989-1990), Santa Sede (1991-1994), España y el Consulado General en Bolivia.

## Biografía
Mendoza es egresado de la Facultad de Derecho de la Universidad de Chile y de la Academia Diplomática "Andrés Bello" en 1977. Además, cursó estudios en el Instituto de Estudios Políticos de París.
Mendoza posee una vasta trayectoria en el servicio exterior, habiéndose desempeñado como Cónsul Adjunto en el Consulado de Chile en la Paz, Bolivia (1979); en las Embajadas de nuestro país en Francia (1981-1986), Perú (1989-1990), la Santa Sede (1991-1994) y, como Cónsul General de Chile en Los Ángeles, Estados Unidos (1996-2001) y fue Ministro Consejero de la misión chilena en España.
De regreso a Santiago, Mendoza ha cumplido diversas funciones. En 1987 se desempeñó en la Subsecretaría de Relaciones Exteriores; en 1993, fue jefe de Gabinete del director general de Política Exterior de la Cancillería y el 2001, asumió como director adjunto de Ceremonial y Protocolo de esta Secretaría de Estado.
Actualmente está casado con Verónica Zurita de Mendoza, se sabe que tiene un hijo del mismo nombre.